# 더티 스몰 타운
더티 스몰 타운(Dirty Small Town)은 2004년, 지랄탄99의 멤버였던 신용욱, 고석윤, 박중욱의 라인업으로 결성된 스트리트/오이 펑크 록 밴드로, 2005년 스컹크 레이블에서 All Together Now 라는 Ep발표후 활발히 활동중이다.
2011년 10월 9일 신용욱 그를 기억하는 모두의 가슴에 잠들다. - Rest in peace -